# Two-Gun Gussie
Two-Gun Gussie er en amerikansk stumfilm fra 1918 af Alfred J. Goulding.

## Medvirkende
- Harold Lloyd
- Snub Pollard
- Bebe Daniels
- William Blaisdell
- Charles Stevenson - Charlie